# Brucourt
Brucourt ist eine französische Gemeinde mit 128 Einwohnern (Stand: 1. Januar 2022) im Département Calvados in der Region Normandie. Sie gehört zum Arrondissement Lisieux und zum Kanton Cabourg. 

## Lage
Sie grenzt im Norden an Périers-en-Auge, im Osten an Cricqueville-en-Auge, im Süden an Goustranville und im Westen an Varaville. Das Flüsschen Ancre durchquert das Gemeindegebiet und mündet an der Grenze zu Varaville in die Dives.

## Bevölkerungsentwicklung
| Jahr      | 1962 | 1968 | 1975 | 1982 | 1990 | 1999 | 2005 | 2010 | 2016 |
| --------- | ---- | ---- | ---- | ---- | ---- | ---- | ---- | ---- | ---- |
| Einwohner | 111  | 114  | 84   | 107  | 108  | 120  | 126  | 127  | 115  |

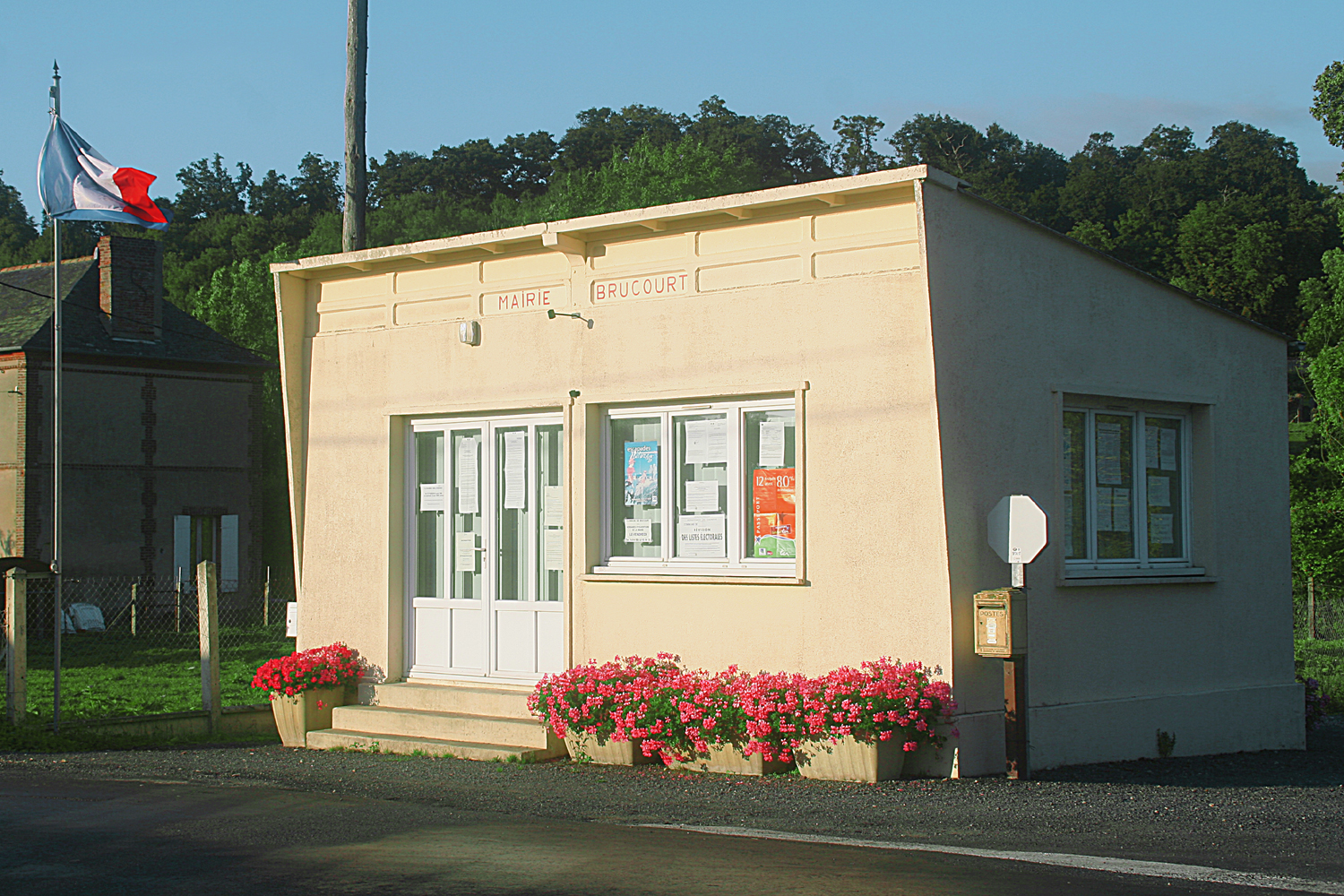
Mairie (Rathaus)
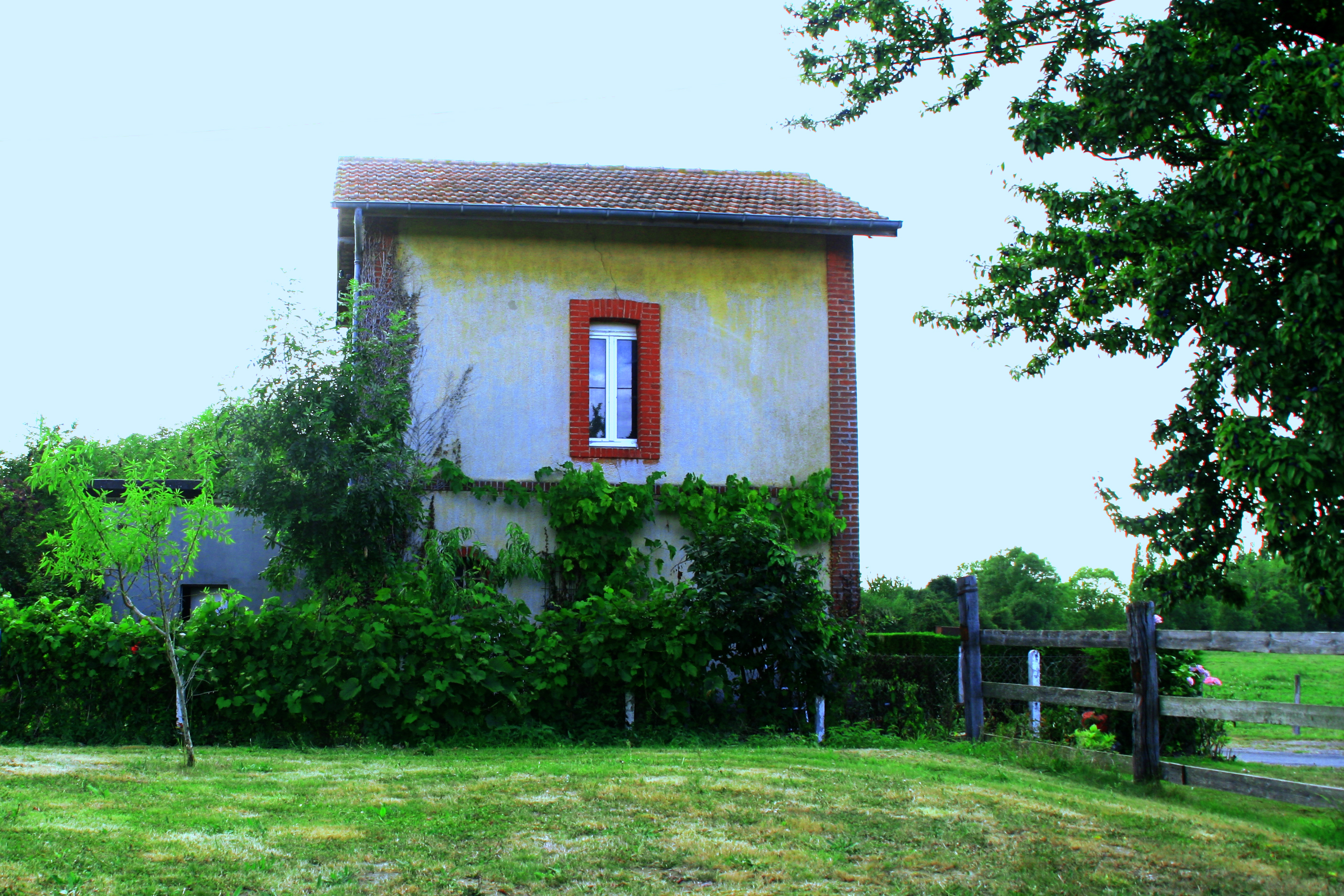
Ehemalige Bahnstation an der Eisenbahnlinie von Mézidon-Canon nach Dives-sur-Mer